# Saurolophus
Saurolophus (/sɔːˈrɒləfəs/; nghĩa là "mào thằn lằn") là một chi khủng long thuộc phân họ Saurolophinae của họ Hadrosauridae sống vào thời kỳ Creta muộn (cách nay khoảng 70–68.5 triệu năm trước) tại nơi ngày nay là Bắc Mỹ và châu Á. Saurolophus là một chi khủng long ăn thực vật có thể di chuyển trên cả hai chân và bốn chân.
Loài điển hình, S. osborni, được mô tả bởi Barnum Brown năm 1912 từ các hóa thạch tại Canada. Loài thứ hai, S. angustirostris, với nhiều mẫu vật tìm thấy ở Mông Cổ, được mô tả bởi Anatoly Konstantinovich Rozhdestvensky.